# Elio Donato
Elio Donato (latín: Aelius Donatus) fue un gran gramático en lengua latina del siglo IV. Fue, sin duda, el gramático más influyente de su época (como señala el título de clarissimus que le fue otorgado), si bien de su vida no se conoce mucho. Probablemente, era de origen africano, enseñó también retórica y tuvo entre sus alumnos a Jerónimo de Estridón y Rufino de Aquilea.

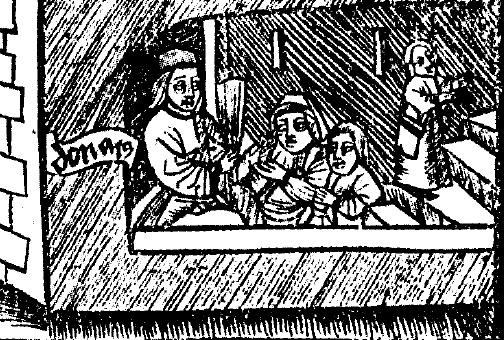
Aelius Donatus impartiendo enseñanza. Grabado de Margarita Philosophica, Estrasburgo, 1512.

## Obras
Han sobrevivido al tiempo obras gramaticales y exegéticas atribuidas a Donato.

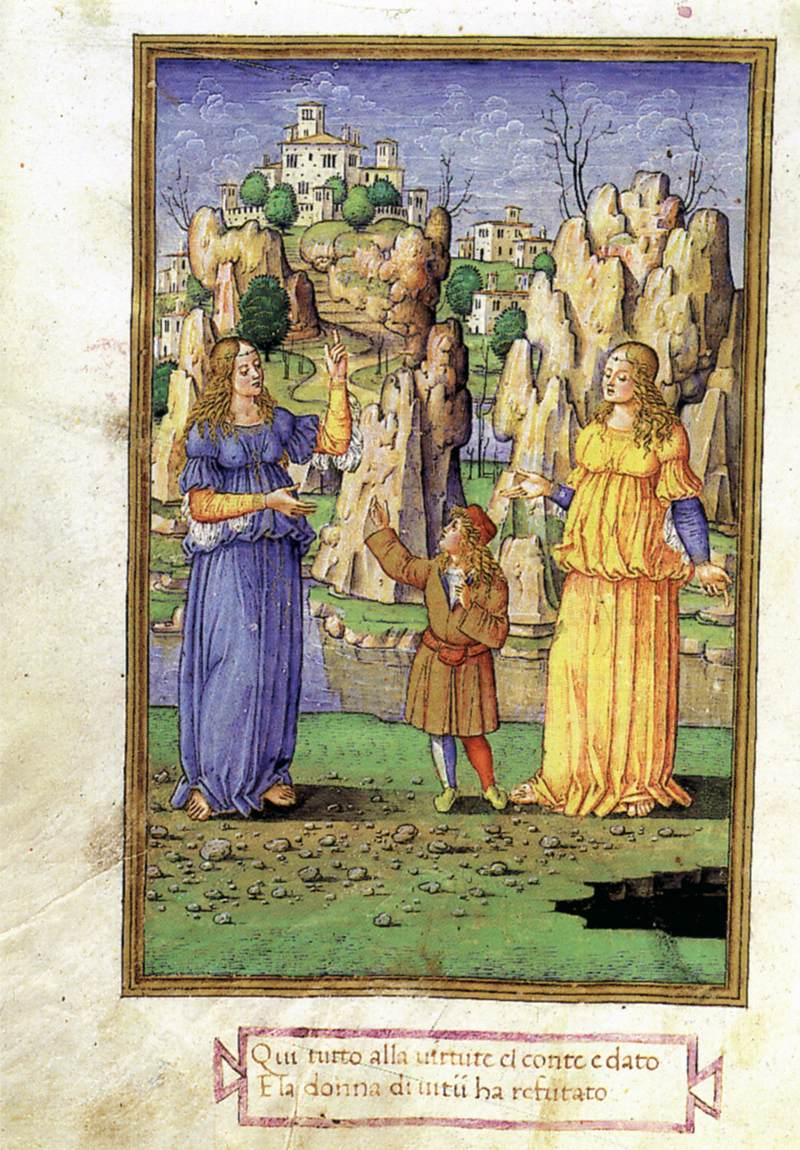
Gramática Latina de Massimiliano, con el texto de Aelius Donatus.

### Ars grammatica
Pertenecen al primer grupo Ars grammatica, tan renombrada en la Antigüedad que suscita el interés de comentarios posteriores como Marco Servio Honorato, Cledonio y Pompeo Mauro.
La primera parte, más breve y simple, está dedicada a aquellos que comienzan los estudios gramaticales; estructurada con un modelo de preguntas y respuestas, trataba de las ocho partes del discurso. La segunda parte, dividida en tres libros, trataba de fonética, métrica y estilística.
Normalmente, estas dos secciones están identificadas como Ars minor y Ars maior y seguidamente son consideradas dos obras separadas. Tal separación es consecuencia del progresivo abandono de la primera parte más simple a favor de la segunda más completa, iniciado en la época antigua (con Pompeo) y consagrado posteriormente en época medieval. El ars minor permaneció, de todos modos, hasta el Renacimiento como texto útil para iniciar el estudio del latín.

### Comentario a Terencio
Entre las obras exegéticas se recuerda el comentario sobre las comedias de Terencio, incompleto, pues no nos llegó la parte relativa al Heautontimorumenos.
La obra se abre con una biografía del poeta, trata del De viris illustribus de Suetonio, pero ampliada por el mismo Elio Donato; sigue una introducción al género literario de la comedia; luego un comentario sobre cada una de las comedias de Terencio, cada una introducida con observaciones sobre la estructura, la historia, los personajes y el nudo.
Sobre el origen de tales comentarios, los estudiosos no tienen certidumbre. El extremo desorden de las noticias en él contenidas, de hecho, ha dado de qué pensar, inicialmente, en las relativas interpolaciones del texto (Lessing). Posteriormente, se reconocieron dos tendencias interpretativas diferentes entre sí, se ha elaborado la hipótesis de que el texto que nos ha llegado fuese una unión de dos comentarios diferentes, uno en forma de glosa, ambos de Donato, que después fueron reunidos (Sabbadini, Wessner).

### Comentario a Virgilio
El comentario a Virgilio, realizado con certeza antes del 363, nos llegó desafortunadamente mutilado: permanecen solamente la carta de dedicatoria a su patrón L. Munatius; la biografía del poeta; la introducción a las Bucólicas (§ 47-69) y el inicio de su explicación (§ 70-72).
En la Carta Donato expone el método filológico seguido por él. Sus fundamentos están constituidos por la entera de la brevitas, con una continua referencia a sus fuentes, sin excluir algunas intervenciones personales.
La Vida es, en cambio, extraída de Suetonio, de la Vita Vergili parte del De poetis, sección del De viris illustribus, que se perdió en algún momento de la época.
La introducción (la Praefatio) a las Bucólicas está constituida por una primera parte sobre el autor y el título de la obra, el género literario, los motivos que indujeron a Virgilio a escribir la obra y su significado. La segunda parte, en cambio, ofrece un comentario específico de la obra, concentrándose en los aspectos estéticos y métricos o en la exegesis textual.

### Obras perdidas
No nos llegó el breve tratado De structuris et pedibus oratoriis (conocido también solo como De structuris), en el cual Donato analizaba las cláusulas métricas.

### Ars grammatica
- A. M. Negri (ed.), Elio Donato. Ars grammatica maior, Reggio Emilia 1960 (con texto y Comentario).
- W. J. Chase (ed.), The ars minor of Donatus, Madison 1926 (con traducción y comentario).
- A. Schönberger: Die Ars minor des Aelius Donatus: lateinischer Text und kommentierte deutsche Übersetzung einer antiken Elementargrammatik aus dem 4. Jahrhundert nach Christus, Frankfurt am Main 2008, ISBN 978-3-936132-31-1.
- A. Schönberger: Die Ars maior des Aelius Donatus: lateinischer Text und kommentierte deutsche Übersetzung einer antiken Lateingrammatik des 4. Jahrhunderts für den fortgeschrittenen Anfängeruntericht, Frankfurt am Main 2009, ISBN 978-3-936132-32-8.

### Comentario a Terencio
- P. Wessner (ed.), Aelius Donatus. Commentum Terentii, Leipzig 1902-1905.

### Comentario a Virgilio
- G. Brugnoli, Donato Elio, en Enciclopedia virgiliana, II, Roma 1985, pp. 125-127.
- G. Brugnoli, Vitae Vergilianae, en Enciclopedia virgiliana, V, Roma 1990, pp. 570-580.